# Montesalso
Montesalso è una frazione del comune di Varano de' Melegari, in provincia di Parma.
La località è situata 4,29 km dal capoluogo.

## Geografia fisica
Il borgo di case sparse sorge alla quota di 417 m s.l.m. tra i monti rocciosi dell'Appennino parmense, lungo la strada che collega Varano de' Melegari a Pellegrino Parmense.

## Origini del nome
La località, nota fino al XIX secolo anche come Montesasso, dall'antico Monte Saxo, deve il suo nome alla presenza di solfato di sodio nel sottosuolo e alla natura petrosa dello scosceso territorio circostante.

## Storia
La più antica testimonianza dell'esistenza del piccolo borgo di Monte Saxo risale al 1217, quando fu devastato, insieme all'abitato di Grecio (odierna Mariano), dalle truppe milanesi e piacentine, che successivamente rasero al suolo anche il castrum di Riviano.
Il castello edificato in età longobarda a difesa del territorio di Montesalso passò entro il XIII secolo sotto il controllo dei marchesi Pallavicino.
Nel mese di agosto del 1297 il Comune di Parma decretò che la fortificazione, all'epoca in rovina, non potesse più essere ricostruita; tuttavia, poche settimane dopo Manfredino da Cornazzano, alcuni membri della famiglia della Porta e altri ghibellini vi si rifugiarono e la riedificarono, facendone la base per le proprie scorribande. Nel mese di novembre il podestà cittadino si diresse al castello alla testa di una spedizione e lo pose sotto assedio, ma il giorno successivo un violento nubifragio costrinse l'esercito a ritirarsi a Borgo San Donnino. Nel mese di marzo del 1298 i parmigiani riuscirono a espugnare il maniero e a raderlo definitivamente al suolo, costringendo i nemici alla fuga.
In seguito il territorio tornò sotto il controllo dei Pallavicino.
Nel 1428 il duca di Milano Filippo Maria Visconti inviò le sue truppe, guidate dal capitano di ventura Niccolò Piccinino, contro Manfredo Pallavicino, assaltandone il castello di Pellegrino; il marchese fu arrestato e costretto sotto tortura a confessare di aver congiurato contro il duca, che lo condannò a morte e confiscò tutti i feudi, comprendenti Pellegrino, Vianino, Varano de' Melegari, Serravalle, Mariano, Montesalso, Riviano e Pietramogolana, per assegnarli al Piccinino.
La zona di Varano de' Melegari tornò sotto il controllo di Rolando Pallavicino nel 1445; lo Stato Pallavicino fu infine soppresso nel 1588 dal duca Alessandro Farnese, che ne annetté il territorio al ducato di Parma e Piacenza ma concesse ai marchesi di mantenervi alcuni diritti feudali.
I Pallavicino furono costretti ad abbandonare definitivamente il governo del territorio nel 1805, per effetto dell'abolizione napoleonica della feudalità; Varano divenne allora sede di comune (o mairie).

## Monumenti e luoghi d'interesse

### Chiesa di San Prospero

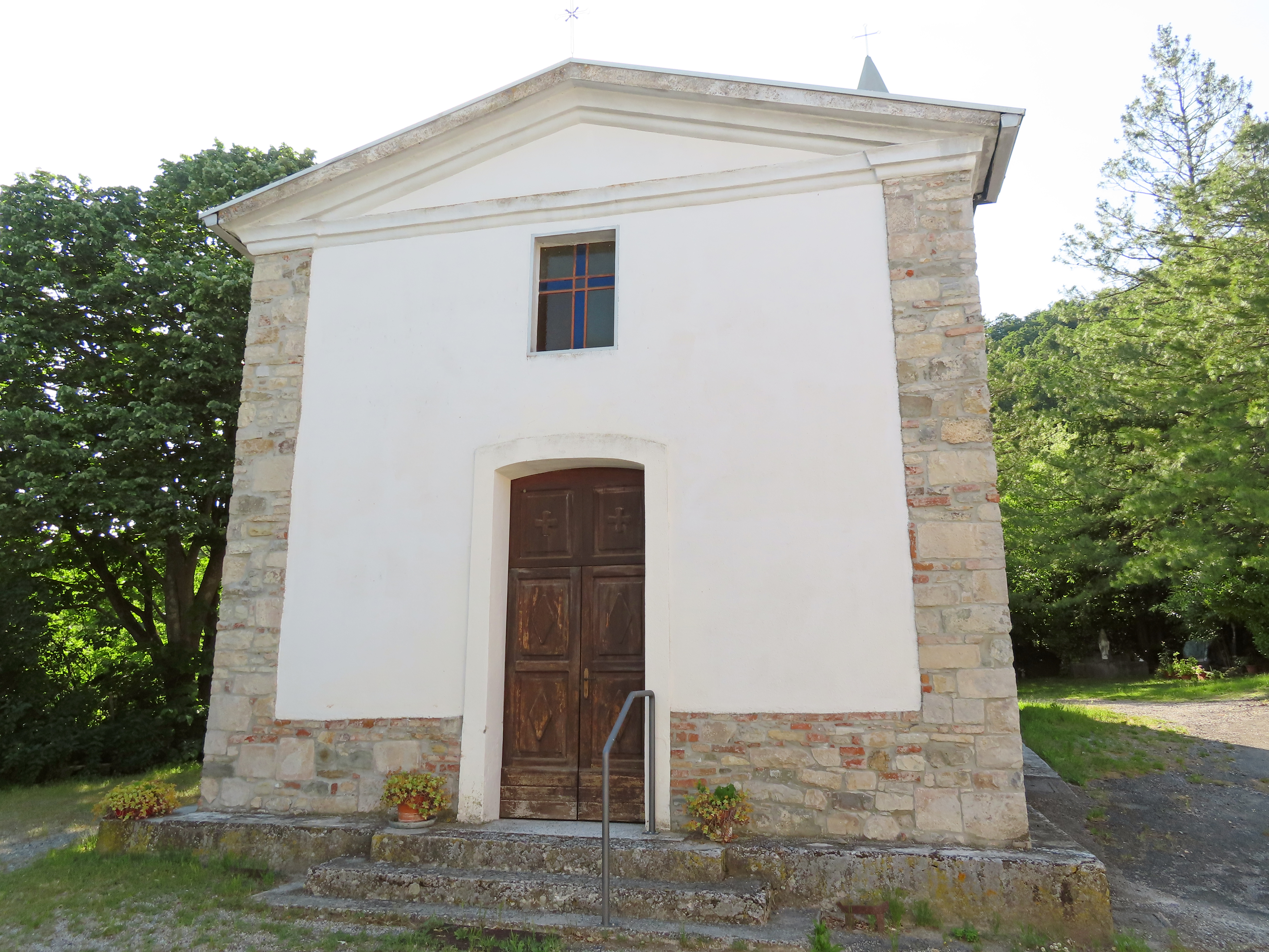
Chiesa di San Prospero

Menzionata per la prima volta nel 1230, la chiesa, elevata a sede parrocchiale entro il 1564, fu ristrutturata in stile neoclassico nel 1762; il piccolo tempio, quasi completamente rivestito in pietra negli esterni, ospita una statua ottocentesca in legno raffigurante San Prospero.

### Castello
Edificato in epoca longobarda, il castello, appartenente nel XIII secolo ai Pallavicino, cadde in rovina verso la fine del secolo; ristrutturato nel 1297 dai ghibellini fuoriusciti da Parma, il maniero fu raso al suolo definitivamente l'anno seguente dai parmigiani e non fu più ricostruito.